# 何翠玲
何翠玲（1955年—），湖北汉阳人，中国前女子羽毛球运动员。她曾获得1976年亚洲羽毛球锦标赛混合双打冠军。